# Bleu de Laqueuille
De Bleu de Laqueuille is een Franse kaas uit Laqueuille in Auvergne
De kaas is in 1850 ontwikkeld door Antoine Roussel in Laqueuille; in het dorp staat nog een standbeeld van hem. Het is een kaas die veel overeenkomsten heeft met de Bleu d'Auvergne.
De kaas wordt gemaakt van gepasteuriseerde melk van koeien. Bij de bereiding van de kaas wordt bij het laten uitlekken de kaas geen hoge druk gebruikt. De kaas heeft een natuurlijke, wat droge korst. Na de bereiding dient de kaas nog minimaal 3 maanden te rijpen voor ze klaar is om te verhandelen. Voor een blauwe kaas heeft de Bleu de Laqueuille een vrij zachte smaak. De beste kazen, met de beste smaak worden gemaakt van april tot november.